# Paradox Interactive
Paradox Interactive AB este o editură de jocuri video cu sediul în Stockholm, Suedia. Compania a început ca divizia de jocuri video a Target Games și mai târziu Paradox Entertainment (acum Cabinet Entertainment) înainte să fie desprinsă ca o companie independentă în 2004. Printr-o combinație de extindere a studiourilor interne, înființarea de noi studiouri și achiziționarea de dezvoltatori independenți, compania a crescut pentru a cuprinde nouă studiouri de dezvoltare primare, inclusiv studioul său emblematic Paradox Development Studio, și acționează ca editor pentru jocuri de la alți dezvoltatori.
Paradox este cel mai bine cunoscut pentru lansarea de jocuri video de strategie, în special jocuri de strategie mare cu tematică istorică, și a publicat jocuri de strategie în diferite setări, precum și jocuri de alte genuri, cum ar fi jocuri video de rol și simulatoare de management. De obicei, își continuă dezvoltarea jocurilor după lansarea inițială cu crearea de conținut descărcabil și sunt, de asemenea, cunoscuți pentru crearea de jocuri care sunt ușor de modificat.
În afara jocurilor video, Paradox a creat jocuri de societate bazate pe mai multe dintre titlurile sale și deține drepturile asupra seriei de jocuri de rol de masă World of Darkness de la achiziționarea White Wolf Publishing în 2015. Ei organizează o convenție anuală, PDXCON, care a fost deschis publicului din 2017.

## Titluri

### SeriaSvea Rike
- 1997 – Svea Rike
- 1999 – Svea Rike II
- 2000 – Svea Rike III

### SeriaEuropa Universalis
- 2000 – Europa Universalis
- 2001 – Europa Universalis II
- 2003 – Europa Universalis: Crown of the North
- 2004 – Europa Universalis II
- 2007 – Europa Universalis III
- 2008 - Europa Universalis: Rome
- 2008 - Europa Universalis III: In Nomine
- 2013 - Europa Universalis IV

### SeriaHearts of Iron
- 2002 – Hearts of Iron
- 2005 – Hearts of Iron II
- 2006 – Hearts of Iron II: Doomsday
- 2007 – Hearts of Iron II: Armageddon
- 2009 - Hearts of Iron III
- 2016 - Hearts of Iron IV

### SeriaVictoria
- 2003 – Victoria
- 2006 – Victoria: Revolutions
- 2010 - Victoria II
- 2022 - Victoria 3

### SeriaCrusader Kings
- 2004 – Crusader Kings
- 2007 – Crusader Kings: Deus Vult'
- 2012-Crusaders Kings:2

### Altele
- 2005 - Diplomacy